# Novonigidius sakaii
Novonigidius sakaii es una especie de coleóptero de la familia Lucanidae.

## Distribución geográfica
Habita en Luzon (Filipinas(.